# Хан Джахан I
Хусейн Кули-бек (бенг. হোসেন কুলী বেগ; ? — 19 декабря 1578) — могольский военный и государственный деятель, 2-й субадар (губернатор) Бенгалии (1575—1578). Получил от императора Акбара титул «Хан-и-Джахан» («Хан Мира»). Ему был присвоен ранг в 5000.

## Биография
Сын Вали-бека Зул-кадра и племянник Байрам-хана. Хусейн Кули-бек начал военную службу простым солдатом в армии могольского императора Акбара. Во время восстания Байрам-хана Хусейн Кули-бег вместе с отцом встал на сторону своего дяди по материнской линии. После падения Байрам-хана Акбар заключил его в тюрьму. Позднее он был помилован и восстановлен в правах, служил Империи Великих Моголов с предельной искренностью и преданностью до конца своей жизни и быстро поднимался по служебной лестнице. После смерти Муним-хана императора Акбар Великий назначил его субадаром Бенгалии в 1575 году с титулом Хан-и-Джахана.
Главной задачей Хан-и-Джахана в Бенгалии было установление власти Великих Моголов. Дауд-хан Каррани, последний афганский султан Бенгалии (1572—1576), вновь поднял восстание против Империи Великих Моголов. 12 июля 1576 года в битве при Раджмахале Хан-и-Джахан нанес окончательное поражение Дауд-хану. Он был взят в плен и казнен, а его отрубленная голова была отправлена ко двору Акбара в Агру. Затем Хан-и-Джахан разбил последних приверженцев Дауд-хана и взял под свой контроль Сатгаон.
Поражение и последующая смерть Дауда, однако, не совсем расчистили путь для Моголов в Бенгалии. Новые беспорядки вспыхнули в районе Бхати, где непокорные афганские вожди и Бхуяны готовились возобновить борьбу с Моголами под предводительством Исы-хана. В 1578 году Хан-и-Джахан возглавил военную экспедицию против афганских вождей региона Бхати. Несмотря на некоторый первоначальный успех, могольская армия была жестоко разбита Иса-ханом в жестоком морском сражении при Кастуле. Хан-и-Джахан покинул Бхати и умер в 1578 году в Танде, могольской столице Бенгалии.